# Мишель де Крой
Мишель де Крой (фр. Michel de Croÿ; ум. 4 июля 1516), по прозвищу «Длиннобородый» (á la longue barbe, ou á la grande barbe), сеньор де Сампи — дипломат Священной Римской империи и Габсбургских Нидерландов.

## Биография
Третий сын Жана II де Кроя, графа де Шиме, и Марии де Лален.
В 1501 году на капитуле в Брюсселе был принят в рыцари ордена Золотого руна.
18 ноября 1515 был направлен во Францию вместе с графом Нассау для переговоров о браке императора Максимилиана I с дочерью Людовика XII Рене Французской.
В том же году был послом эрцгерцога Карла Габсбурга к Генриху VIII, для возобновления мирного договора и обсуждения его условий.
Погребен в Экоссинне в капелле Сен-Мишель церкви Берлемон. Наследником владений стал племянник Антуан де Крой-Шиме.

## Семья
- Жена: Элизабет ван Ротселар (ум. 1529), госпожа ван Первейс и Дюффел, дочь Яна ван Ротселара и Клеманс де Бушо. Брак бездетный. Вторым браком вышла за Яна Пинока, дворянина из Лувена, третьим за Яна Бранта, герра ван Гроблендонк

Бастард:
- Мишель де Крой, бастард де Сампи. Жена: Мария ван Халле, дочь Рене ван Халле, герра ван Элсемерен, и Гертруды Пилиперт